# Harald Hårfager
Harald Hårfager (norska: Harald Hårfagre, fornnordiska: Haraldr Hárfagri), född cirka 850, död cirka 933, var Norges enare och dess förste regent, perioden 860−930. Han var enligt Heimskringla och andra medeltida texter son till Halvdan Svarte, som ska ha tagit det första steget mot Norges enande.

## Som konung

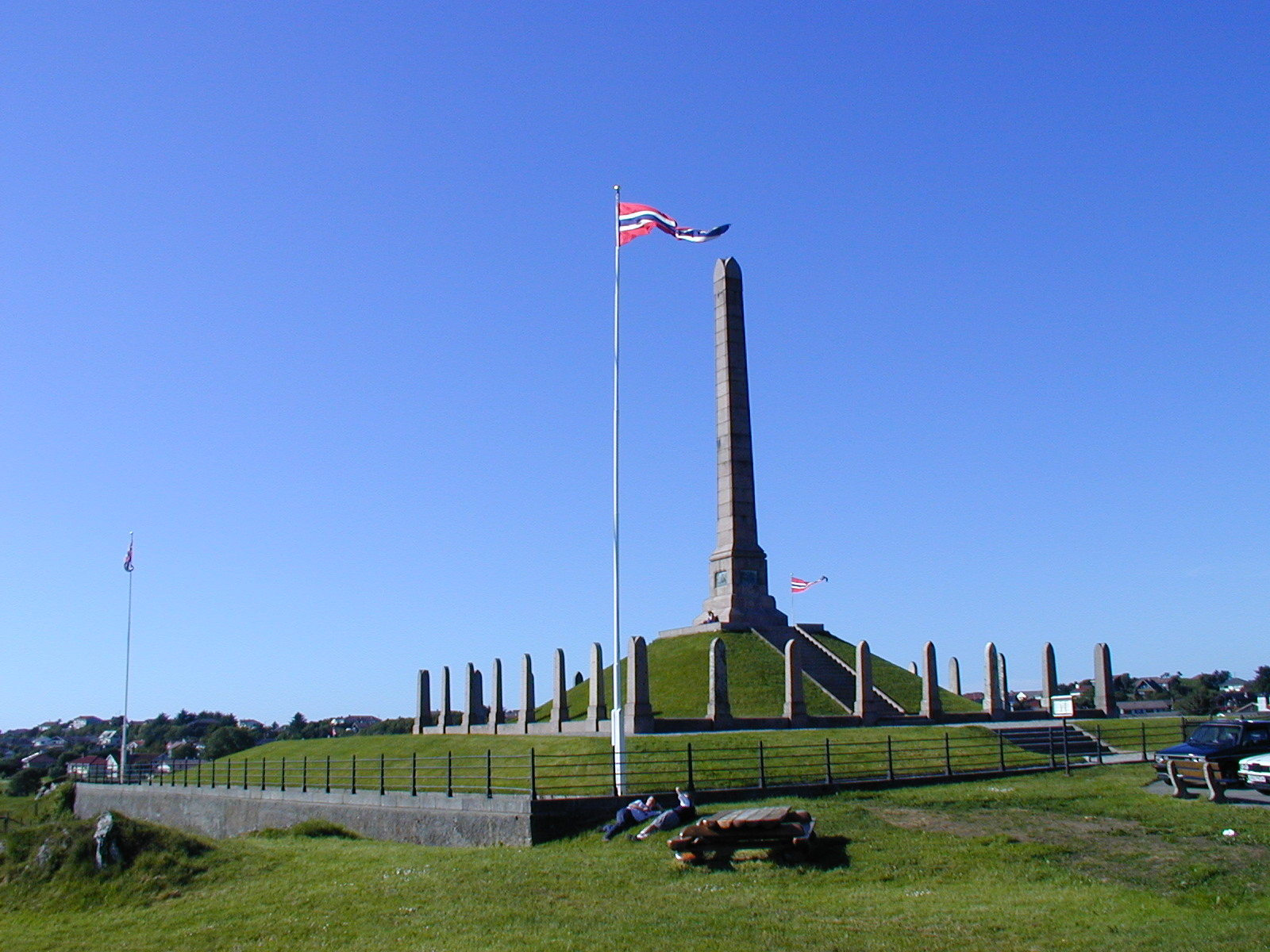
Monumentet Haraldshaugen restes till tusenårsminnet av Haralds enande av Norge.

Harald enade Norge genom krig mot landets många fylkeskungar. Han lade Orkney och Hjaltland (Shetland) under norskt välde och insatte jarlar som styrde ögrupperna fram till senare delen av 1400-talet.
Han var den första kung som styrde över hela Norge. Haralds främsta allierade var Atle den Smale som Halvdan Svarte satt som jarl i Sogn, morbrodern Guttorm jarl och en tidigare rival: den senare Ladejarlen Håkon Grjotgardsson som var en inflytelserik hövding i Tröndelagen. Genom ett giftermål med Håkons dotter Åsa kunde Harald få kontroll till sjöss tack vare Håkons flotta. Han vann många slag och lade även under sig Värmland och Dalsland. Det mest kända slaget han vann är slaget i Hafrsfjord, omkring år 900 alternativt redan år 872. Där underlade han sig stora delar av Vestlandet och Sørlandet. När Harald drog mot Namdalen så lät kungen, Herlaug, stänga in sig i en gravhög med tolv män istället för att möta Harald. Herlaugs medregent Hrollaug gav sig frivilligt i Haralds våld och fick behålla livet: Harald utnämnde honom till sin jarl och landshövding i Namdalen. I de andra landskapen som Harald erövrade placerade han ut sin släktingar och trognast allierade, och senare sina många söner. 
Det sägs att det var Gyda Eiriksdotter som fick honom till att börja samlingen av Norge. Harald hade förälskat sig i denna konungadotter, dotter till Kung Eirik av Hordaland, som blev uppfostrad av en rik bonde i Valdres. Han skickade sina sändemän för att hämta henne, men hon ville inte ha Harald, eftersom han inte var mäktig nog. Hon funderade på varför han inte hade lagt hela Norge under sig. Han antog utmaningen, och lovade att inte klippa sig förrän han hade samlat hela landet under sig och kallades därefter Harald kalufsen eller Harald med huvan. Harald hade flera fruar och frillor, men stötte bort dessa för att gifta sig med den jutiska kungadottern Ragnhild Eriksdotter. Med henne fick han sonen Erik, fornnordiska Eirikr, som var Haralds favoritson. När Erik nått vuxen ålder blev han Haralds högra hand och fick tillnamnet "Blodyx". 
Han var känd for att styra landet med hård hand. Harald förbjöd våldtäkt och prostitution; straffet för en prostituerad kvinna som fötts fri var slaveri tills hon arbetat ihop straffsumman på tre marker. Den som våldtog en kvinna straffades med fredlöshet om han inte kunde betala böterna på 60 marker. Stora delar av Norges odalmark togs i besittning av Harald och Erik. De som motsatte sig Harald lät han hugga händer och fötter av. Haralds hårda styre drev många norska stormän att efter slaget vid Hafrsfjord dra österut över kölen till Jämtland och Hälsingland, samt över havet till Färöarna, Island, Skottland och Irland. Vissa begav sig även till Orkney, varifrån de bedrev plundring mot Norge under somrarna. Detta var en av anledningarna till att Harald Hårfagre senare erövrade öarna. Harald och hans herse Ketill Flatnäsa invaderade öarna. Ketill lämnades som hans guvernör, men utropade sig dock själv till kung och blev den första "kungen av öarna". Dessa var tidvis vasaller till den norske kungen, tidvis självständiga. Kring år 900 hävdade Harald herravälde över de norröna gaelerna vilket ledde till en konflikt med Donald II av Skottland, som dödades av Haralds män.

## Smeknamnet "Hårfagre"
Då kung Harald nått sitt mål och enat hela Norge, sände han sitt folk till Gyda och påminde henne om vad hon hade sagt till honom. De tog henne med till Harald, och de gifte sig.
Efter giftermålet for Harald till Ragnvald Jarl på Møre. Då hade han inte klippt sig på tio år, men här kunde han äntligen låta håret falla. Det sägs att han lät håret falla på Bremsnes på Averøya. På det stället står det i dag ett stort träd med en stenmur runt, som ett minne. Det var Ragnvald Jarl som då gav honom smeknamnet Hårfagre.

## Harald Hårfagres död
Då Harald var 80 år gammal, delade han Norge mellan sina tjugo söner, med Erik som överkonung. Han levde endast tre år till, och dog då av sotdöd. Han är begravd i kungshögen Haug vid Karmsund i Norge.

## Familj och barn
Haralds far var Halvdan Svarte (Gudrødsson) kung av Agder-Vestfold, hans mor var Ragnhild Sigurdsdotter (dotter till kung Harald Guldskegg i Sogn). Han föddes cirka 850, och dog cirka 933. På fädernet härstammade Harald, enligt Snorre, från Ynglingaätten. Det var en mäktig släkt, som sades härstamma från guden Frej själv och som enligt Snorre härstammade från Sverige (Svitjod). 
Harald Hårfagre hade många barn, med många kvinnor. Hur många barn han fick är okänt. Att ha Harald Hårfagre som farfar innebar kraftfull legitimitet i det dåtida Norge, varför det är troligt att många av de släktlinjer som senare tiders hövdingar kände till har blivit redigerade med hänsyn till detta.
Översikten över Haralds giftermål och barn bör därför tas med en nypa salt.
Med Åsa Håkonsdotter, dotter till Håkan jarl Grötgaardsson:
- Guttorm Haraldsson
- Halvdan Svarte Haraldsson
- Halvdan Hvite Haraldsson
- Sigröd Haraldsson

Med Gyda Eiriksdotter, dotter till kung Erik i Hordaland:
- Aalöv Aarböt
- Rorek Haraldsson
- Sigtrygg Haraldsson
- Frode Haraldsson
- Torgils Haraldsson

Med Ragnhild Eriksdotter, dotter till kung Erik av Jylland (Haitabu):
- Erik Blodyx, överkung av Norge 933−935.

Med Svanhild Östensdotter, dotter till Östen jarl i Hedmarken:
- Bjørn Farmann, (farfarsfar till Olof den helige).
- Olav Gjerstad Alv, (farfar till Olav Tryggvason)
- Ragnar Rykkel

Med Gunhild "den fagra":
- (Inga kända)

Med Åshild Ringsdotter, dotter till Ring Dagsson av Ringerike:
- Ring Haraldsson
- Dag Haraldsson
- Bergliot
- Gudröd Skirja
- Ingegjerd Haraldsdotter (kanske Tora Mosterstong var hennes mor)

Med Snöfrid Svåsesdotter, dotter till hövdingen Finnen Svase:
- Sigurd Haraldsson Rise, (farfarsfar till Harald Hårdråde).
- Halvdan Hålegg
- Gudröd Ljome
- Ragnvald Rettelbeine

Med Tora Mosterstong av Horda Kåres ätt:
- Håkon Adalsteinsfostre, kung 935−951.

## Svenska drottningar
Till Harald Hårfagers ätt räknas två svenska drottningar:
- Ingegerd Haraldsdotter
- Birgitta Haraldsdotter.